# Thomas Taylor (homme politique canadien)
Pour les articles homonymes, voir Thomas Taylor (homonymie) et Taylor.
Thomas Taylor (4 février 1865-26 avril 1947) est un homme politique canadien de la Colombie-Britannique. Il est député provincial conservateur de la circonscription britanno-colombienne de West Kootenay-Revelstoke de 1900 à 1903 et de Revelstoke de 1903 à 1916.

## Biographie
Né à London en Ontario, Taylor étudie sur place. Il étudie également le droit pendant deux ans. Après s'être initialement installé à Winnipeg, il s'établit en Colombie-Britannique en 1888 et plus précisément à Revelstoke en 1900.
Élu député, il entre au cabinet à titre de ministre des Travaux publics de 1908 à 1915 et de ministre des Chemins de fer 1911 à 1915. 
Défait par William Henry Sutherland lorsqu'il tente d'être réélu, il meurt à Vancouver à l'âge de 82 ans.
Le mont Tom Taylor (en) sur l'île de Vancouver est nommé en son honneur afin de commémorer son rôle dans le développement du parc provincial Strathcona lorsqu'il était ministre des Travaux publics.